# O Portuguez
O Portuguez ou Mercurio Politico, Commercial e Litterario foi um periódico publicado em Londres, integrante da corrente jornalística conhecida como os jornais de Londres.
Redigido por João Bernardo da Rocha Loureiro (1778–1853), circulou mensalmente em dois momentos: de Abril de 1814 a 1822 e de 1823 a 1826.
Nas suas páginas, Loureiro combatia tanto o "governo absoluto e despótico" quanto a democracia, defendendo para Portugal um regime de governo misto, como os adotados pela Inglaterra ou pelos Estados Unidos.